# Jerônimo Moscardo
Jerônimo Moscardo de Souza (* 6. November 1940 in Fortaleza) ist ein ehemaliger brasilianischer Diplomat und war 1993 Kulturminister.

## Leben
Jerônimo Moscardo de Souza ist der Sohn von Yolanda Gurgel de Souza und José Colombo de Souza.
Er studierte Rechtswissenschaft und wurde Bachelor of Laws. 
Von 1965 bis 1967 war er persönlicher Sekretär von Humberto Castelo Branco.
Von 1987 bis 3. Oktober 1991 war er Botschafter in San José (Costa Rica).
Vom 3. Oktober 1991 bis 1. September 1993 vertrat er die Regierung Fernando Collor de Mello beim Mercosur in Montevideo.
Vom 1. September bis 9. Dezember 1993 war er Kulturminister in der Regierung von Itamar Franco.
Von 1995 bis 3. November 2003 war er Botschafter in Bukarest.
Vom 3. November 2003 bis 2. Dezember 2005 war er Botschafter in Brüssel und wurde am 14. Sep. 2005 mit Sitz in Brüssel zum Botschafter in Luxemburg ernannt.